# Ingelore Lohse
Ingelore Lohse, geb. Müller (* 11. Mai 1945 in Halle (Saale)), ist eine deutsche Leichtathletin, die – für die DDR startend – Ende der 1960er/Anfang der 1970er Jahre eine erfolgreiche 400-Meter-Läuferin war. Nach ihrer sportlichen Laufbahn arbeitete sie als Fotografin und Bildreporterin.

## Leben
Höhepunkt ihrer Karriere waren die Europameisterschaften 1971: Mit der DDR-Staffel gewann sie den 4-mal-400-Meter-Staffellauf in Weltrekordzeit (3:29,3 min, zusammen mit Helga Seidler, Rita Kühne und Monika Zehrt). Im 400-Meter-Einzelrennen wurde sie Dritte (52,9 s) hinter ihrer Mannschaftskameradin Helga Seidler und der westdeutschen Inge Bödding. Für den Europameistertitel wurde sie zusammen mit ihren Staffelkameradinnen 1971 DDR-Mannschaft des Jahres. Außerdem wurde sie im selben Jahr mit dem Vaterländischen Verdienstorden ausgezeichnet. Bei den Europameisterschaften 1969 belegte sie mit der 4-mal-400-Meter-Staffel der DDR Platz fünf in 3:35,2 min. Lohse startete für den SC Chemie Halle. In ihrer aktiven Zeit war sie 1,76 m groß und wog 62 kg.
Bereits 1961 begann sie eine Fotografenlehre in Halle (Saale). 1970–1974 nahm Ingelore Lohse ein Fernstudium an der Hochschule für Grafik und Buchkunst Leipzig auf. 1974–1990 war sie Bildreporterin bei der Tageszeitung „Der neue Weg“ in Halle und danach bis 2002 Bildreporterin bei der „Mitteldeutschen Zeitung“ in Weißenfels.
Ingelore Lohse ist verheiratet, lebt und arbeitet in Weißenfels.

## Personalausstellungen (Auswahl)
- 1984 Halle/Saale und Bad Lauchstädt, Burgscheidungen und Zeitz
- 1988 Oschatz und Merseburg
- 1990 Frankfurt/Main
- 1991 Weißenfels
- 2003 Breitenbrunn/Chiemsee
- 2004 Schloss Querfurt, Weißenfels, Lützen
- 2006 Weißenfels, Halle
- 2011 Naumburg – gemeinsam mit Peter Frenkel

## Ausstellungsbeteiligungen (Auswahl)
- 1983–1989 INTERPRESS in Damaskus (Bronzemedaille), Moskau, Bagdad, Pyongyang
- 1984, 1986 ifo-scanbaltic in DDR, Dänemark, BRD, Schweden, Norwegen
- 1985–1989 Berlin „100 Pressefotos des Jahres“ (Ehrenpreis)
- 1987–1991 Ungarn
- 1988–1990 Litauen
- 2005 IV. Triennale Sachsen-Anhalt Süd Weißenfels
- 2008 V. Triennale Sachsen-Anhalt Süd in Zeitz
- 2011 VI. Triennale Sachsen-Anhalt Süd in Merseburg